# Райзер (електроніка)

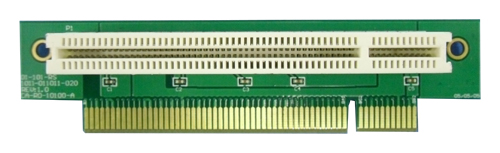
Райзер-подовжувач для переорієнтації PCI-карти у просторі.

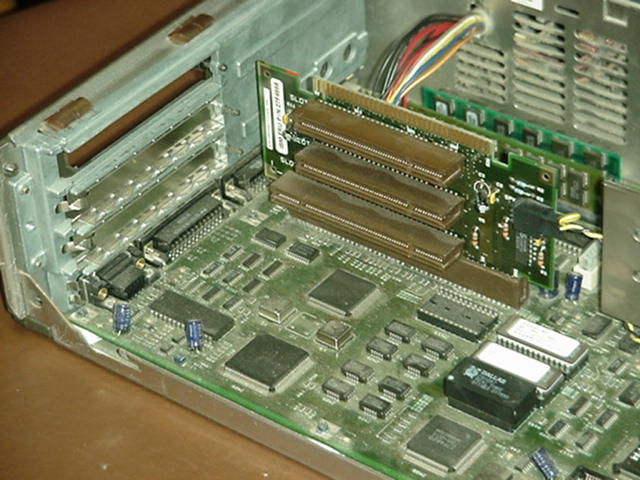
Райзер-розгалужувач на IBM PS/2.

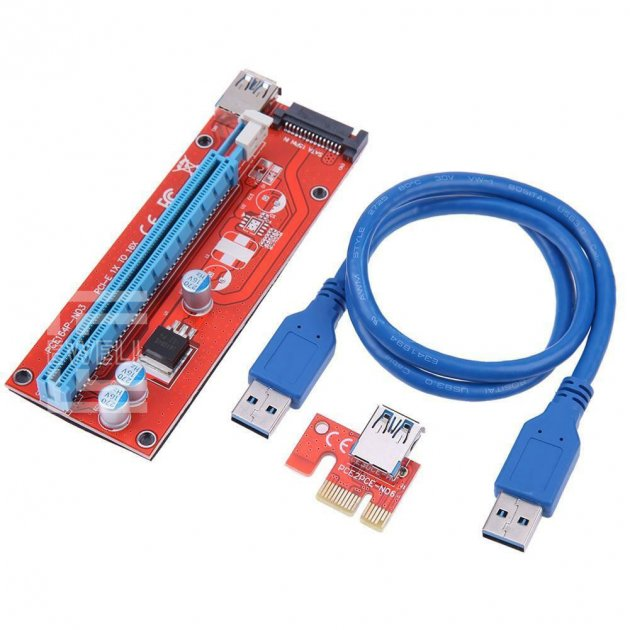
Сучасний райзер (2024 рік)

Райзером (від англ. rise — зростання, підвищення) у обчислювальній електроніці називають подовжувач чи розгалужувач для друкованих плат розширення. Райзер використовується у випадках, коли на материнській платі не вистачає вбудованих роз'ємів під карти, або ж для фізичної переорієнтації габаритної карти у просторі в умовах дефіциту місця.

## Коротка історична довідка
На початку появи райзерів вони не здобули популярності серед користувачів персональних комп'ютерів. Але зі зростанням ціни і попиту на криптовалюти ситуація кардинально змінилася. Оскільки добування криптовалюти напряму залежить від відеокарти і їх кількості, з'явилася потреба збільшити можливості персонального комп'ютера і винести відеокарти за межі корпусу для покращення їх охолодження, і нарощення їх кількості. Так з'явилися сучасні райзери, які для передачі даних використовують кабель USB 3.0Raiser (не плутати зі звичайним USB 3.0 - у USB 3.0Raiser розстановка контактів інша).

## Умови використання
Не всі персональні комп'ютери можуть підтримувати використання райзерів. Є обмеження і в кількості можливих підключень. Але здебільшого все залежить від цілі встановлення райзеру, і потрібної їх кількості. Наприклад для майнінгу криптовалюти є свої вимоги, в тому числі і до якості самого райзера. Але якщо є потреба підключити звукову карту або додати одну, дві відеокарти, то вимоги будуть не такими високими. На сьогоднішній день (у 2024 році), більшість сучасних комп'ютерів підтримають підключення кількох райзерів. Для впевненості слід обирати материнську плату з кількома роз'ємами PCIe x16, PCIe x4, або PCIe x1. І варто пам'ятати про те, що підключення райзера напряму впливає на роботу процесора, і вимагає живлення від блоку живлення комп'ютера (приблизно 70-100 ват потребує кожен райзер, не враховуючи підключення живлення самої відеокарти).

## Можливості використання
- Райзер - не дуже поширений пристрій для виконання вузько направлених завдань. Здебільшого їх використовують для видобування криптовалюти. Але і в звичайному домашньому, або офісному комп'ютері він може допомогти виконати завдання, які потребують додаткового повноцінного роз'єму PCIe - відеокарта, звукова карта, карта відеозахоплення або інше. Якщо такий роз'єм відсутній на материнській платі, але присутній короткий роз'єм PCIe-x1, то знадобиться райзер.

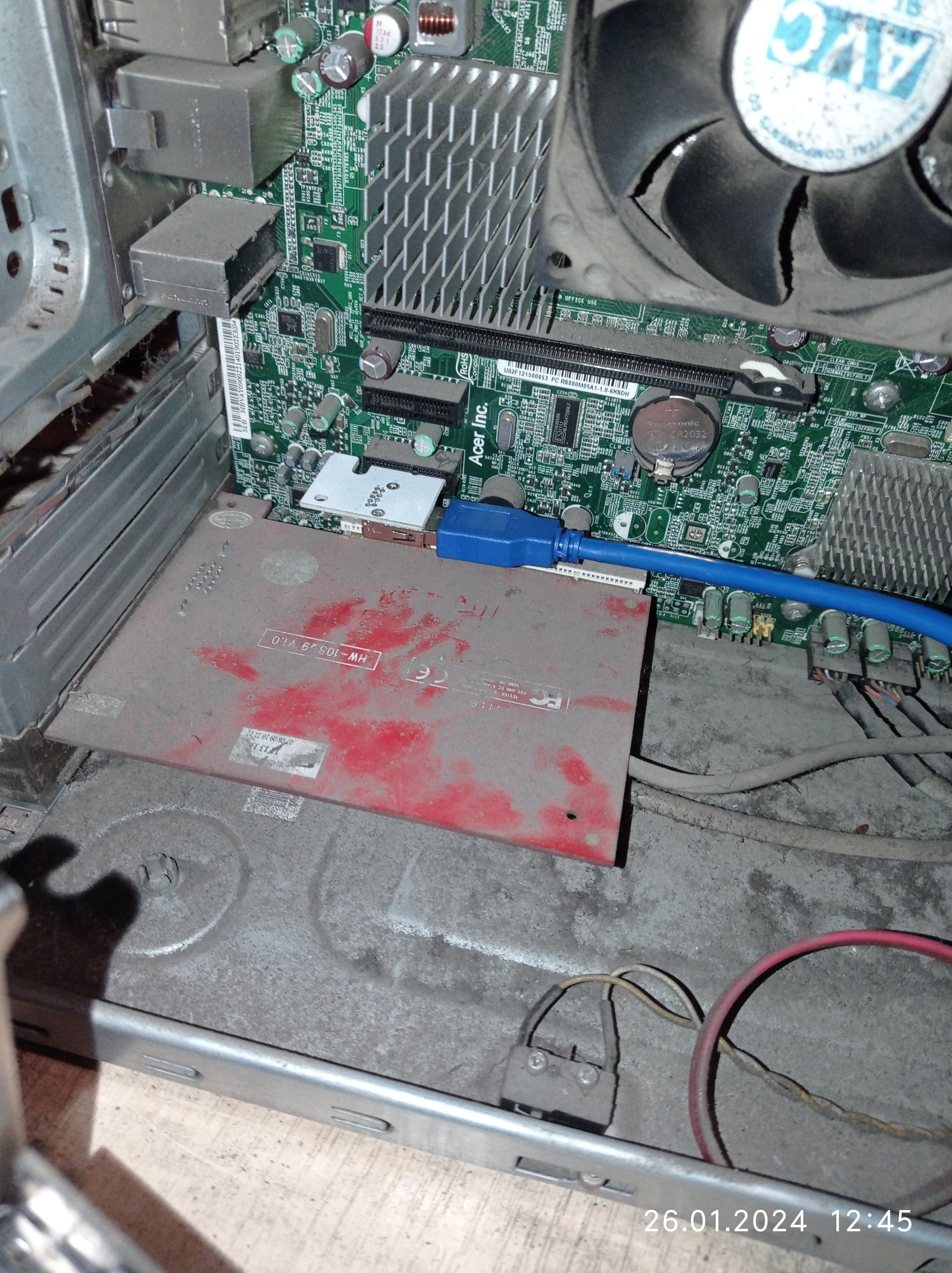
Підключення райзера до PCIe

- Для складніших завдань, які потребують збільшення кількості райзерів, а відповідно і роз'ємів PCIe, можна використати хаб (розгалуджувач) для роз'ємів USB 3.0Raiser. Він допоможе виконати поставлене завдання за умови достатньої потужності персонального комп'ютера, і достатніх знань користувача, так як може потребувати додаткових налаштувань, в залежності від поставлених завдань.

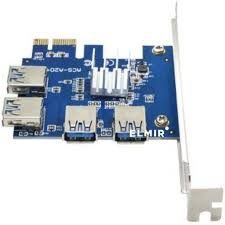
Хаб для райзерів на 4x USB 3.0Raiser

- Якщо потрібні великі потужності системи, для обчислення наприклад блокчейнів для біткойну, то в таких випадках використовують розгалуджувач роз'ємів PCIe-x1. В такому випадку розміри і можливості системи можуть вирости в геометричній прогресії. Але треба враховувати, що живлення така система буде потребувати набагато більше, а користувач повинен мати навички роботи з подібними системами.

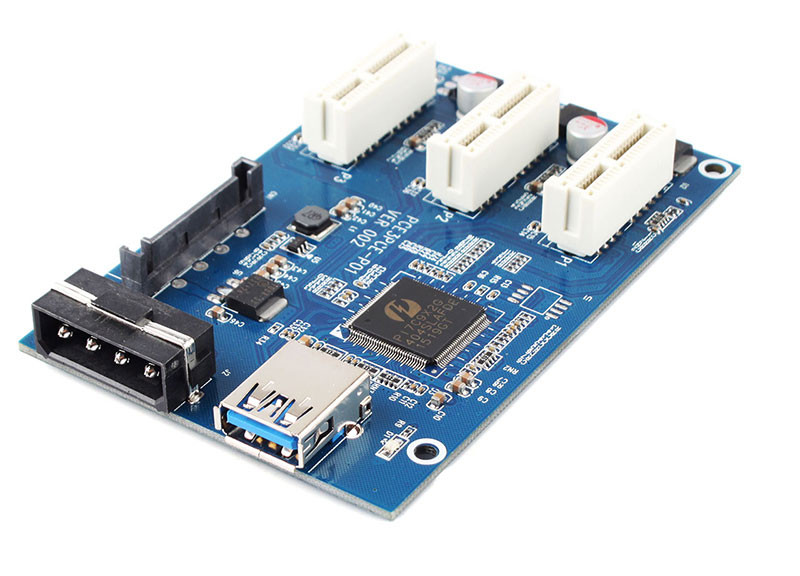
Розгалуджувач PCIe 3x

## Варіант використання
Звичайному користувачеві персонального комп'ютера може ніколи райзер і не знадобиться. Але одним із варіантів використання може стати розширення робочого простору. Якщо є потреба підключити до одного комп'ютера п'ять і більше моніторів для розширення робочого столу, то  варіантів виконання не так багато. Всі вони в основному виглядають приблизно так: купуємо спеціальну відеокарту з роз'ємами HDMI, і монітори до цієї відеокарти.
Через райзер можна підключити монітор. І не один. На сьогоднішній день (2024 рік) точно відомо про підключення шести моніторів VGA через шість відеокарт, поставлених в шість райзерів. Для чого? Це бюджетний варіант розширення робочого простору, без заміни материнської плати, і без купівлі недешевих відеокарти і моніторів. До того ж, кабель аналогового VGA можна  припаяти будь-якої довжини, і віднести один, або кілька моніторів в сусідні кімнати. А от з цифровим HDMI вже так не вийде - тільки заводський кабель. 

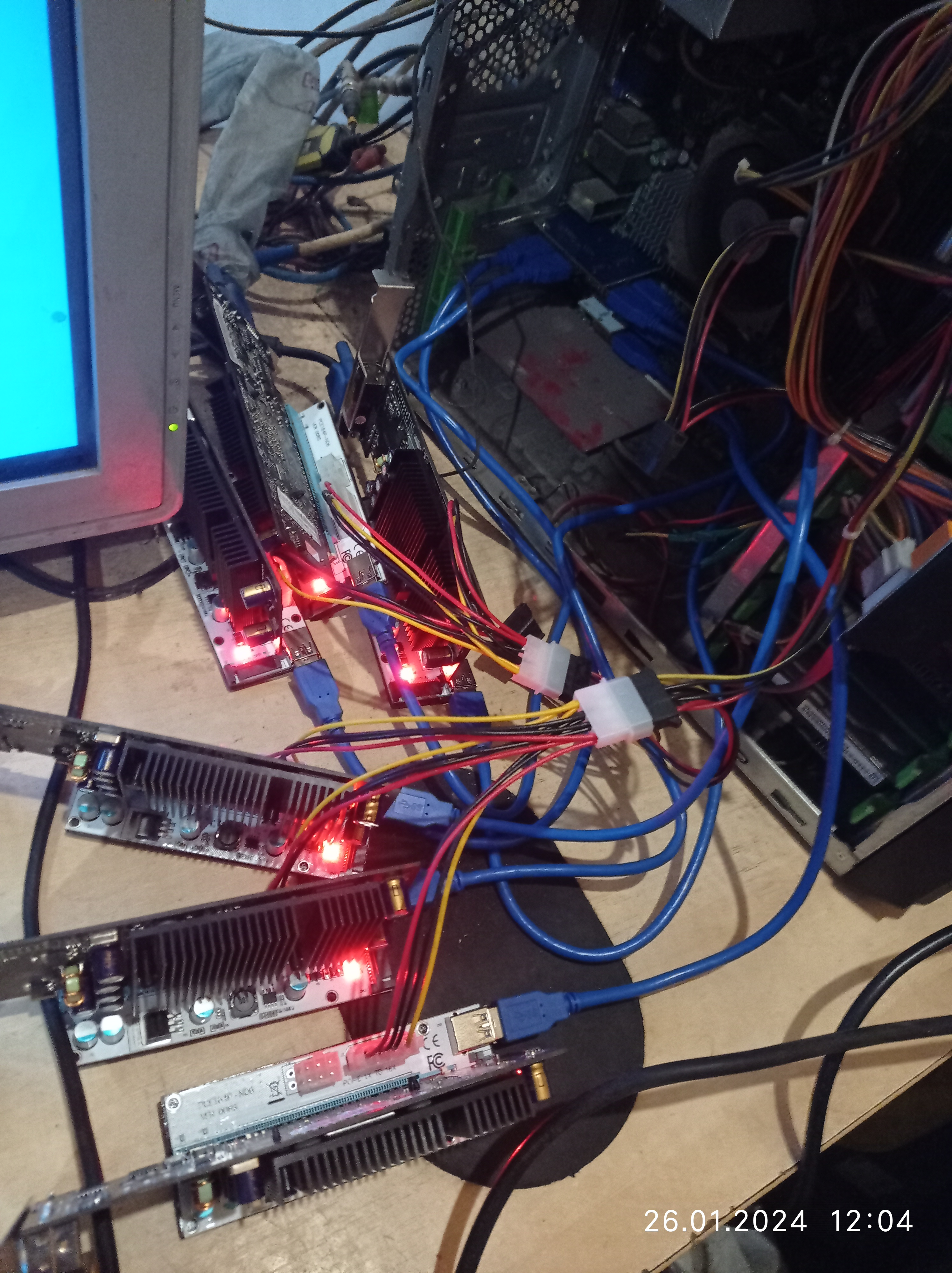
Шість моніторів підключені через шість райзерів